# Jan Kolen

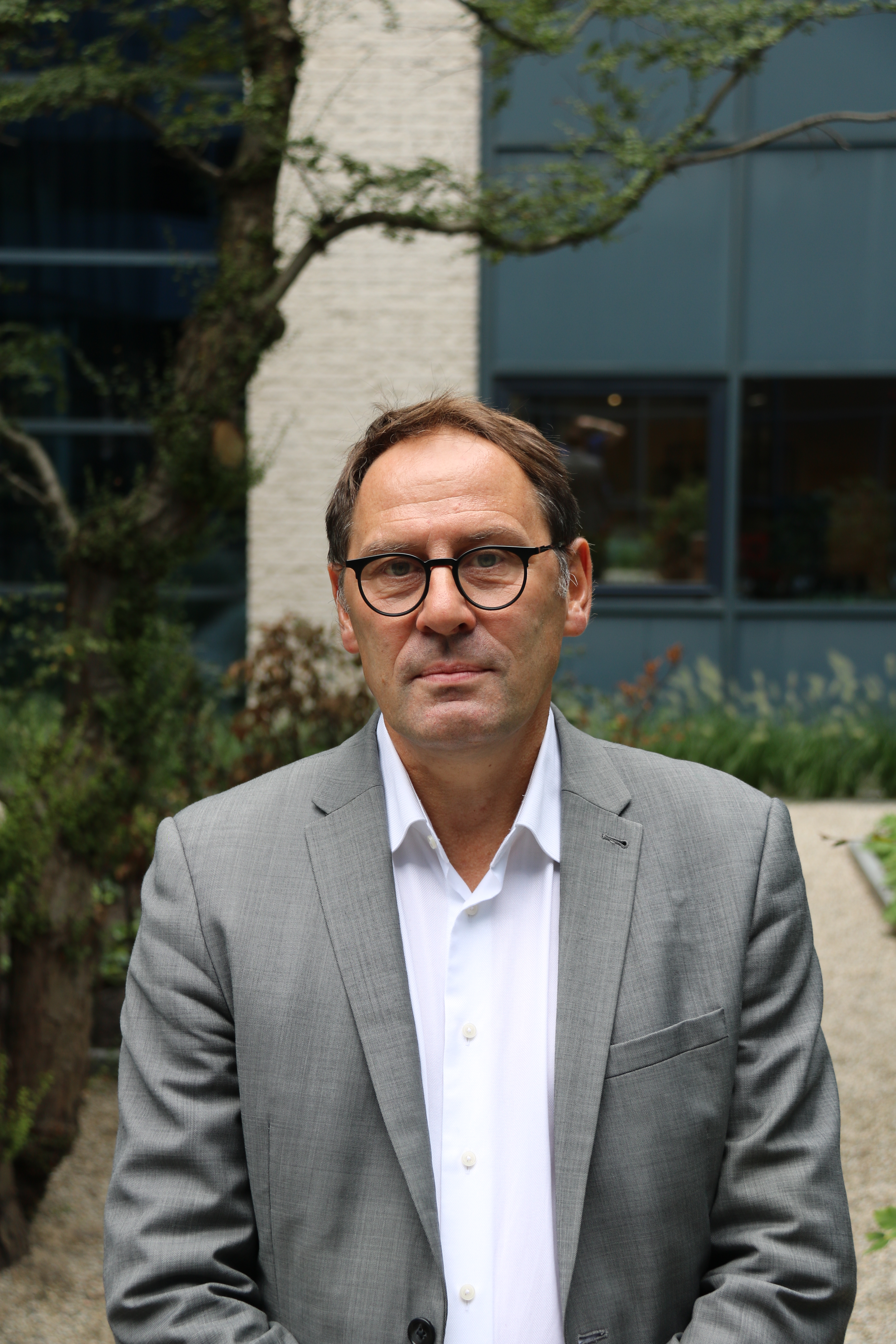
Prof.dr. Jan Kolen

Johannes Cornelis Antonius (Jan) Kolen (Maartensdijk, 1962) is een Nederlands hoogleraar.

## Carrière
Jan Kolen studeerde archeologie aan de Rijksuniversiteit Leiden en was daar ook korte tijd docent in 1990. Hij vervolgde zijn carrière als projectleider bij RAAP Archeologisch Adviesbureau, dat destijds (tussen 1991 en 1995) nog aan de Universiteit van Amsterdam verbonden was. Ook werkte hij tussen 1993 en 1995 voor de Rijksdienst voor het Oudheidkundig Bodemonderzoek. In 1995 startte hij een promotieonderzoek aan de Leidse universiteit, doch hij rondde dit niet af. Tussen 1998 en 2000 was hij werkzaam bij het Archeologisch Diensten Centrum, later ook nog als bestuurslid. Vanaf 2000 werkte hij aan de Vrije Universiteit te Amsterdam. In 2013 werd hij hoogleraar te Leiden, waar de leerstoel landschapsarcheologie en cultureel erfgoed bezet. Tevens is hij directeur van het 'Centre for Global Heritage and Development', waarin de universiteiten van Leiden, Delft en Rotterdam samenwerken.

## Promotie en hoogleraarschap
Kolen promoveerde in 2005 cum laude op het proefschrift De biografie van het landschap. Drie essays over landschap, geschiedenis en erfgoed, waar hij vanaf 2001 aan werkte. Hij profileert zich met name als theoreticus van archeologie en erfgoed en is als zodanig een leidend wetenschapper binnen de Nederlandse archeologie. 
In Amsterdam was Kolen aanvankelijk werkzaam als docent binnen de opleiding 'Archeologie en Prehistorie' en is daarnaast een van de medeoprichters van de masteropleiding 'Erfgoed van Stad en Land' en het interdisciplinaire onderzoeksinstituut CLUE (Research Institute for the Heritage and History of the Cultural Landscape and Urban Environment). In 2005 werd hij benoemd tot als bijzonder hoogleraar 'Erfgoed en Ruimte' in het kader van het onderzoeksprogramma Belvedère. Zijn oratie droeg de titel Het historisch weefsel: over de omgang met het verleden en de vormgeving van de regio in de 21ste eeuw. Hij werd opgevolgd door zijn collega Hans Renes. Sinds 2019 is Kolen decaan van de Faculteit der Archeologie, Universiteit Leiden.

## Privé
Kolen is getrouwd en heeft drie kinderen.